# 贝格特海姆
贝格特海姆是德国巴伐利亚州的一个市镇。总面积26.48平方公里，总人口3408人，其中男性1677人，女性1731人（2011年12月31日），人口密度129人/平方公里。